# Franz Thelen
Franz Thelen (* 1826 in Düsseldorf; † nach 1877) war ein deutscher Porträt- und Genremaler der Düsseldorfer Schule.

## Leben
Thelen studierte von 1836 bis 1847 Malerei an der Kunstakademie Düsseldorf. Dort waren Rudolf Wiegmann, Karl Ferdinand Sohn und vor allem Wilhelm von Schadow seine Lehrer. Von 1850 bis 1855 war er Mitglied des Düsseldorfer Künstlervereins Malkasten. Von 1857 bis 1877 lebte er in Rom, wo er sich dem Deutschen Künstlerverein anschloss. 1862 beteiligte sich Thelen mit anderen Künstlern dieses Vereins an der Weltausstellung London.
Thelen schuf Porträts und Genrebilder, aber auch Heiligendarstellungen im spätnazarenischen Kirchenstil des 19. Jahrhunderts.